# Scuderia AlphaTauri
Scuderia AlphaTauri je druga momčad Formule 1 austrijske tvornice bezalkoholnih pića Red Bull. Od 2006. do 2019., momčad je nosila ime Scuderia Toro Rosso, a 2020. su promijenili ime. AlphaTauri je ime Red Bullovog modnog brenda koji je lansiran prije dvije godine, a AlphaTauri je inače zvijezda u zviježđu Tauri otkud je Red Bull pronašao inspiraciju za ime.

## Rezultati
| Sezona | Puni naziv momčadi        | Šasija          | Motor                   | Gume | Br. | Vozači       | Utrke | Bodovi | Poredak |
| ------ | ------------------------- | --------------- | ----------------------- | ---- | --- | ------------ | ----- | ------ | ------- |
| 2020.  | Scuderia AlphaTauri Honda | AlphaTauri AT01 | Honda RA619H V6 t h 1.6 | P    | 10  | Pierre Gasly | Sve   | 107    | 7.      |
| 2020.  | Scuderia AlphaTauri Honda | AlphaTauri AT01 | Honda RA619H V6 t h 1.6 | P    | 26  | Daniil Kvjat | Sve   | 107    | 7.      |
| 2021.  | Scuderia AlphaTauri Honda | AlphaTauri AT02 | Honda RA620H V6 t h     | P    | 10  | Pierre Gasly |       |        |         |
| 2021.  | Scuderia AlphaTauri Honda | AlphaTauri AT02 | Honda RA620H V6 t h     | P    | 22  | Yuki Tsunoda |       |        |         |

## Vanjske poveznice
- Scuderia AlphaTauri - Službena stranica (eng.)
- AlphaTauri - Stats F1